# Florence Dibell Bartlett
Florence Dibell Bartlett née en 1881 à Chicago et morte en 1953 dans cette même ville, est une collectionneuse d'art populaire. Elle est surtout connue pour avoir fondé le Musée d'art folklorique international à Santa Fe, au Nouveau-Mexique, aux États-Unis. Le musée a été fondé pour exprimer sa conviction que l'art populaire est un lien entre les peuples du monde.

## Biographie
Elle est la fille d'Adophus Bartlett, un partenaire fortuné d'une importante entreprise de vente en gros de matériel informatique à Chicago. Maie Bartlett Heard, la sœur de Florence Bartlett, est la cofondatrice du Heard Museum de Phoenix.